# 圣母往见 (鲁本斯)
《圣母往见》是佛兰芒巴洛克艺术家鲁本斯的一幅板面油画，绘制于1610年代，现藏于法国斯特拉斯堡美术馆，编号为198
这幅画于1890年在伦敦购得。